# Parque de Bolívar (Medellín)
El Parque de Bolívar, o simplemente Parque Bolívar como es conocido popularmente, es un parque urbano ubicado en plena zona céntrica de la ciudad colombiana de Medellín (Antioquia). Fue inaugurado en 1892 y denominado así en homenaje al libertador Simón Bolívar. En 1923 se colocó en su centro la estatua ecuestre del prócer, obra del escultor italiano Giovanni Anderlini y fundida por el también escultor italiano Eugenio Maccagnani.
El parque tiene el tamaño de dos manzanas, con unos 10 395 m² de área distribuida entre zonas verdes y pavimentadas. Posee una densa y variada arborización, con numerosas especies nativas. Además, cuenta dentro de su mobiliario urbano, con bancas, fuentes de agua, esculturas y demás elementos típicos de espacios públicos similares.
El parque es considerado uno de los sitios emblemáticos de la ciudad por su simbolismo histórico y cultural. A su alrededor se localizan varios lugares de importancia cultural de la ciudad: en el lado norte la Catedral Basílica Metropolitana de Medellín y en el suroriental el Teatro Lido. También pueden apreciarse algunas de las antiguas casas que en el pasado conformaron el sector residencial más lujoso del Centro. El primer sábado de cada mes se celebra el mercado artesanal de San Alejo".

## Historia

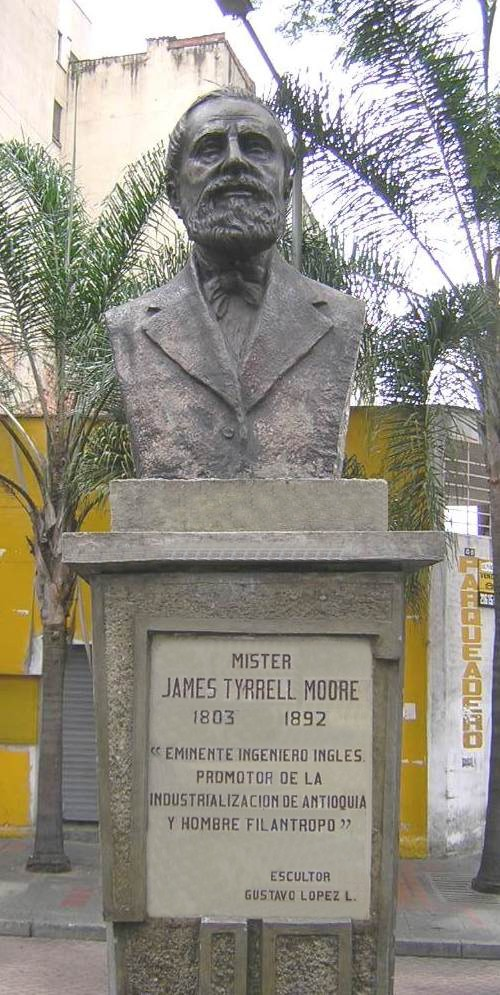
Busto del ingeniero James Tyrrel Moore, en la Avenida La Playa.

A principios del siglo XIX, lo que hoy es el barrio de Villanueva eran terrenos que contenían guayabales, zarzales, higuerillos, borracheros, y donde existían unos pocos ranchos habitados por "gentes de mala clase". En 1829 llegó a Colombia el ingeniero británico James Tyrrel Moore (de religión anglicana) para las minas de Marmato. Para 1838 ya vivía en Medellín y había adquirido junto con su amigo y socio Julián Vásquez Calle terrenos al otro lado de la quebrada Santa Elena donde empezaba a formarse un nuevo barrio con el nombre de “Villa Nueva”.
Moore cedió gratuitamente a la entidad municipal en 1844 el terreno para una plaza y para las calles aledañas. Levantó allí una casa que rifó en 1847, la que ganó Juan de S. Martínez quien la vendió a Evaristo Zea. Además, él bautizó el nuevo sector con el nombre de “Nuevo Londres” en homenaje a su ciudad natal (nombre que no prosperó), que la plaza se denominara en honor al libertador Simón Bolívar y que las calles adyacentes llevaran nombres de países, ciudades o sitios que tuvieran que ver con su vida y obra, y es así como alrededor del parque se encuentran las carreras Ecuador, Junín y Venezuela y las calles Caracas, Perú y Bolivia.
En un plano de 1847 dibujado por el señor Hermenegildo Botero ya se ven algunas vías: la carrera de Bolívar, la de Palacé hasta Perú, la de Junín, la de Sucre de la Playa a Maracaibo, y las calles: de Maracaibo, la de Caracas desde unos metros arriba del Parque de Bolívar hasta la carrera Bolívar, la de Perú desde un poco más arriba del Parque hasta la carrera Bolívar,y la de Santa Barbara que era un camino y a que ha desaparecido, quedando solo algunos tramos, entre los cuales está la calle de los “Calzoncillos”. En ese plano está señalado el Parque como: Futuro Parque de Bolívar.
En una acta del Cabildo del 12 de diciembre de 1854 se le encarga a la Comisión de Obras Públicas “para que informe si el Sr. Moore ha puesto o no a la disposición del Cabildo la plaza de la nueva población”. Dicha Comisión informó en enero de 1855 que no encontró documento que acreditara el caso. Se investigó también sobre el permiso que se había dado para la rifa de la casa. Además, no aparece que fuera el Cabildo el que oficialmente le hubiera dado el nombre de "Villa Nueva". En 1855 los cabildantes lo denominan "Nueva Población" y en 1856 "Barrio Junín". No se ha podido encontrar si esa denominación de Villa Nueva fue por documento oficial o porque así lo denominó la comunidad. En documentos oficiales se le denomina también como "Barrio de la Catedral" y "Barrio de Bolívar". Aunque originalmente, el ingeniero Moore que era de Londres, bautizó el barrio con el nombre de “Nuevo Londres”, pero esta denominación no pegó y se impuso el de Villanueva.

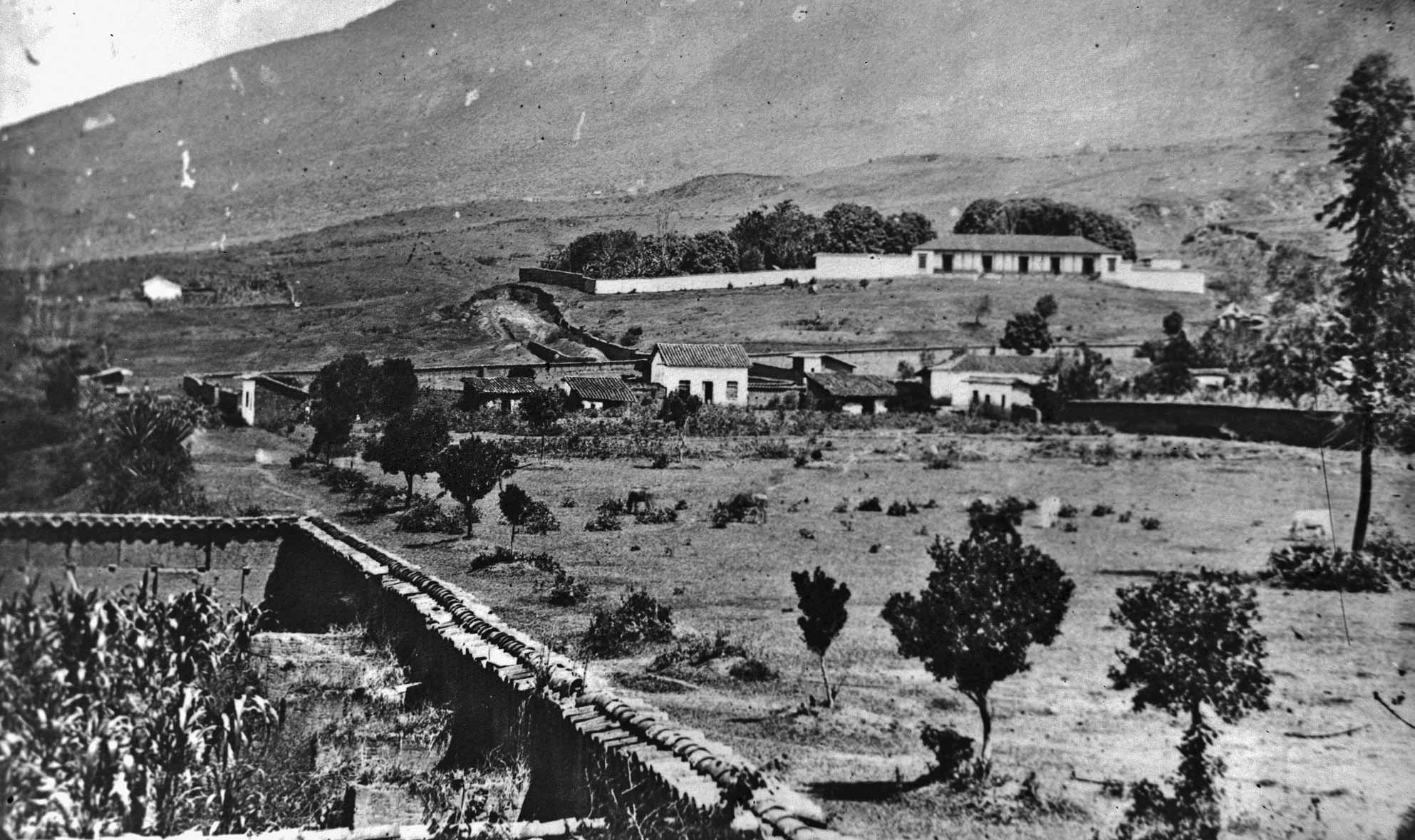
Sector de Villanueva 1875, lote donde se construirá la catedral y la Plaza de Bolívar. Al fondo lo que más tarde será el barrio Prado.

Lo que sí está comprobado, es que Moore quiso que la plaza llevara el nombre “Plaza de Bolívar”. Así la denominó él mismo dos veces en la escritura de promesa de donación de un terreno "al norte de la Plaza de Bolívar" para un "templo cristiano", hecha el 9 de mayo de 1857 en la notaría primera.
Para ese mismo año ya estaban más o menos diseñadas las calles y las manzanas. Además, Moore hizo la delineación de la nueva plaza, la cual era un terreno desigual y estaba cubierta de rastrojo, guayabos, moras silvestres, etc.; al noroeste había una ciénaga que desaguaba en la quebrada (arroyo) La Loca; y en el centro había un pequeño morro de donde brotaba un aljibe del que sacaban agua los habitantes. En dicha ciénaga venían en emigración bandadas de patos del Rio Magdalena. En 1868 Manuel Dimas del Corral emparejó la plaza, la limpió y llenó la ciénaga, todo ello con recursos que le proporcionó Pedro Justo Berrío, presidente del Estado de Antioquia (hoy Departamento de Antioquia).
La diócesis de Medellín establecida en 1868, ve la necesidad de contar con un templo adecuado para desempeñarse como iglesia catedralicia, por lo cual se decide en 1870 construirla en el sector de Villanueva. Se creó una Comisión para que arreglara los contratos necesarios a fin de obtener los terrenos requeridos para la construcción de la catedral, el Palacio Episcopal y el Colegio Seminario. La Comisión aprovechó la promesa de donación del terreno para un templo, además lograron que Moore vendiera a un precio favorable los demás lotes que se requerían.
Más tarde, la Junta central encargada de la construcción de la Catedral de Medellín, solicitó al Cabildo que le impusiera a la plaza el nombre de Plaza de Bolívar "para acatar la voluntad manifestada [por Moore] muchos años ha de honrar la memoria del ilustre Libertador de Colombia". El cabildo accedió a la solicitud de la Junta y resolvió por medio del Acuerdo del 25 de febrero de 1871, que llevara el nombre solicitado. Dice así la Resolución:

La Corporación Municipal de Medellín en uso de sus facultades legales resuelve:

1) La plaza que existe al norte de la quebrada Santa Elena, llamada hasta hoy plaza de Villa Nueva, se denominará en lo sucesivo "Plaza de Bolívar" y

2) El Señor Jefe municipal queda encargado del cumplimiento de esta Resolución haciendo escribir dicho nombre en una tabla con caracteres grandes y legibles que será fijada en una de las paredes que dan frente a la plaza. Los gastos se harán de la suma presupuestada para los extraordinarios de este año.

El 15 de abril de 1871, Moore le escribe una carta a su amigo Marcelino Restrepo (nombrado como su apoderado desde que se estableció en Bogotá), en donde le hace saber que está "satisfecho de que el solar en la plaza de Bolívar, que el 9 de mayo de 1857, doné a los vecinos de Medellín para un templo cristiano, será aplicado al uso estipulado". Una prueba más de que él quería que la plaza llevara el nombre de “Plaza de Bolívar”.
La Junta de construcción de la Catedral tuvo mucho que ver con el adelanto de la Plaza de Bolívar y con la urbanización del barrio Villanueva. Fue a partir de 1870 cuando se hizo la primera organización de la plaza de acuerdo con un plano. En junio de 1871 se presentaron a la Junta planos elaborados de la plaza y sus inmediaciones hacia el norte.
Los alumnos de la Escuela de Minas diseñaron los planos en estilo francés, los cuales se comenzaron a ejecutar en 1888. Dirigieron las obras Juan Rafael Llano, y Germán y Manuel Botero (estos últimos se encargaron de la siembra de árboles y del jardín), por cuenta del gobierno departamental, presidido por el general Marceliano Vélez y más adelante contribuyó también el Municipio. Se colocó una verja de hierro que fue traída de Europa, costó $ 5.000.00 pesos y con la cual se encerró la plaza. La dimensión inicial de la plaza era de 180 metros de sur a norte y 80 de oriente a occidente, y en su parte meridional tenía la verja circundante, tres anchas puertas sostenidas por columnas de piedra labrada. Lázaro Botero propuso que se diera forma distinta al parque dejando un espacio correspondiente a la carrera Junín para que la catedral tuviera perspectiva y haciendo jardines a los lados; pero esa idea no fue aceptada.

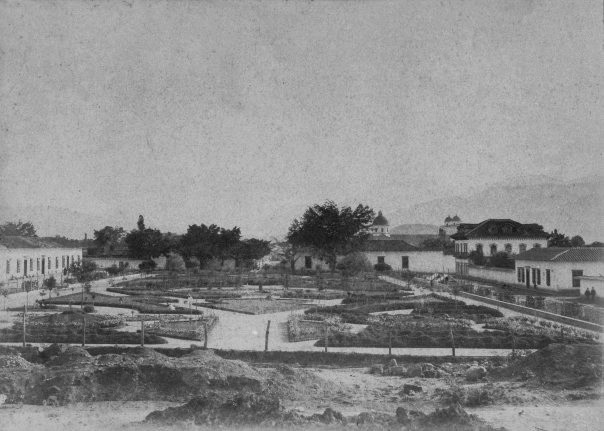
El Parque de Bolívar en construcción entre 1888 y 1891.

El 12 de octubre de 1892 en el cuarto centenario del descubrimiento de América, siendo gobernador de Antioquia Abraham García, se inauguró el parque rodeado de la verja de hierro. Hasta esa fecha parece que hubo algunos mercados públicos y desde ese año pasó a la Placita de Flórez.
En dicho evento actuó la Banda Departamental, dando origen a la retreta dominical, que actualmente es responsabilidad de la Banda Sinfónica Universidad de Antioquia.
En 1899, la recién fundada Sociedad de Mejoras Públicas de Medellín -SMP-, como parte de su interés por el espacio público de la ciudad, comisiona a José María Escobar, Ricardo Jaramillo y a Juan B. Londoño para que trabajaran en la consecución de dos focos para el parque, lo que sería la primera iluminación que tuvo el Parque de Bolívar.
En 1900 fue instalada en la mitad del parque la fuente de bronce, traída de Nueva York (Estados Unidos), por Alejandro Echavarría y es llamada la fuente de "La Garza" por la escultura que la adorna. Mientras tanto la vida del Parque sigue su ritmo lento, se arboriza poco a poco y es lugar de recreo preferido por la población sobre todo los días sábados y domingos.
En 1901 la Sociedad de Mejoras Públicas de Medellín, obtiene de la municipalidad y por muchos años, la administración de los parques de la ciudad, incluyendo el de Bolívar. Más adelante, la SMP gestionó en 1903 ante el gobernador del departamento de Antioquia Clodomiro Ramírez, para que le ordenara a Rafael D'Alemán, director de la Banda de Medellín, la realización de una retreta a las 9 a. m. en el Parque de Bolívar los días domingos, restaurando así la tradición de las retretas, pues a causa de la Guerra de los Mil Días (1899-1902) se habían suspendido. En 1904, la Sociedad realiza mejoras en el alumbrado del parque.
| Parque de Bolívar a principios de 1900, se ve la verja de hierro, la fuente de bronce (en rojo), las torres del Templo de la Candelaria (en verde) que era la catedral en esa época, y la casa (en azul) del fotógrafo Pastor Restrepo construida en 1860 y que aún existe pero en un estado de deterioro. |

En el mes de marzo de 1906 a las 5 p. m., se realizó la fiesta de inauguración del quiosco para las retretas, construido en el Parque de Bolívar por la SMP y el cual costó 20.000 pesos. El evento contó con un variado y ameno programa para adultos y en especial para niños. Además, con la construcción de dicho quiosco era de suponer que la afluencia de público aumentaría y que la permanencia de personas hasta tarde en la noche sería factible. Esto motivó el esfuerzo por conseguir bancas y de mejorar la iluminación del parque.
Por lo cual, en 1907, la SMP efectúa un contrato con la Compañía de Instalaciones Eléctricas para que realice la instalación eléctrica para la iluminación del parque, pero el costo mensual del servicio eléctrico de entonces era de 2.500 pesos, un precio alto que hizo necesario elaborar una lista de los vecinos del Parque de Bolívar para solicitarle a cada uno una cuota mensual para el alumbrado, los cuales aportaron su respectiva mensualidad y así la vida nocturna del parque mejoró.

En ese mismo año (1907), la SMP manda a instalar las primeras 6 bancas (de metal y madera) del parque y encarga otras 10 más del mismo modelo. Al parecer las bancas fueron móviles y se colocaban dentro de los jardines del parque, lo que ocasionó que un año después (1908) de su instalación, Alberto Ángel, gestor de las bancas, hiciera un reclamo con el fin de fijar de manera definitiva los puestos de las bancas en el jardín, pues con los continuos traslados éstas se estaban estropeando, por lo cual la Sociedad nombró una comisión para velar que los encargados del parque fijaran definitivamente las bancas en el jardín y garantizaran que la luz en el quiosco del parque permaneciera encendida hasta las nueve de la noche en los días de retreta.
En 1920 se dio al servicio los atrios frontal y laterales de la catedral, construidos por la Sociedad de Mejoras Públicas de Medellín con ayuda del Concejo Municipal y del comercio, además el diseño u obra negra de la catedral puede considerarse que estaba terminada en ese año. Hubo así un cambio del proyecto original en que los atrios iban al nivel de la calle y al pie de cada puerta había una serie de escalas. El nuevo atrio dio realce al templo y al parque. Parece que hubo un arreglo entre la Arquidiócesis y el Municipio por razón del terreno pues el avance de la catedral sobre el Parque convenía a ambos.
En 1923, la fuente de bronce fue trasladada por orden del concejo municipal, al Hospital de San Vicente de Paúl que estaba en construcción y en donde aún se encuentra, y el 7 de agosto de mismo año se inauguró en su lugar la estatua ecuestre del libertador Simón Bolívar, obra del escultor italiano Giovanni Anderlini y fundida por el también escultor italiano Eugenio Maccagnani. El evento realizado con solemnidad, contó con la presencia del Presidente de la República Pedro Nel Ospina. En octubre de 1923 fue inaugurada la línea del tranvía eléctrico que iba para Manrique y que entraba al parque por Caracas y subía por Ecuador, a un costado de la catedral.
En 1925, cuando se celebraron los 250 años de la erección en villa de la ciudad de Medellín, la Sociedad de Mejoras Públicas construyó en madera un nuevo quiosco para las retratas. Más adelante, sin tener la fecha precisa se construyó en cemento, el último quiosco de retretas, en el lugar donde hoy está la fuente luminosa, dicho quiosco tenía adosado en su costado sur una fuente escalonada. En ese mismo año (1925) se instala y se inaugura el busto del periodista Fidel Cano.
A finales de la década de los 20 y principios de la década del 30 se construye un espejo de agua al pie de la estatua del libertador (exactamente al sur y de frente de la escultura), y en donde un grupo de patos domésticos nadaban libremente en él, más adelante dicho espejo de agua desaparecería en futuras remodelaciones.
El 12 de agosto de 1931, fue inaugurada la nueva catedral, por lo cual el Templo de la Candelaria, que mantuvo durante 63 años la catedralidad recuperó el culto parroquial.
En 1933, el ingeniero municipal Félix Mejía A. emprendió una reforma con la supresión de la verja o reja de hierro que encerraba el parque, la cual fue trasladada en 1934 al Hospital de San Vicente de Paúl donde todavía existe. En su lugar se construyó un malecón de cemento y en él algunas farolas eléctricas. Quedó desde entonces como parque abierto.
En 1939, la SMP sugirió a las Empresas Públicas colocar bombillas altas en los parques para evitar que los muchachos las destruyeran. En ese mismo año, la SMP gestionó, por medio de su socio Gregorio Pérez la instalación de quince farolas artísticas de luz eléctrica, en la carrera Junín entre la Av. La Playa y el Parque de Bolívar. Además, promovió el alumbrado público por el resto de la ciudad.
En 1940 se hizo una remodelación del parque con planos de los arquitectos Federico Vásquez Uribe e Ignacio Vieira Jaramillo, donde fue suprimido el malecón de cemento que había reemplazado la verja, además quedó con características modernas de esa época. Luego, el 29 de noviembre de 1942, la Sociedad de Mejoras Públicas colocó una placa en reconocimiento a la obra de Moore y fue realizada en bronce por el maestro Jorge Marín Vieco. También en la década de los 40, sin tener la fecha exacta, se construyó entre la estatua de Bolívar y la Catedral el último quiosco de retretas, es cual fue edificado en concreto y estaba conformado por una estructura porticada y una fuente de agua escalonada.
Desde 1967 se buscaba la integración del Parque de Bolívar con la catedral, pues entre el atrio central y el parque pasaba un tramo de la calle 56 (Bolivia), por lo cual, en 1968 fue remodelado el parque, se suprimió dicho tramo peatonizándolo, se colocó la fuente luminosa justo donde estaba el quiosco hecho en concreto, y se dejó un espacio amplio entre la fuente y el atrio, que sirve para realizar ceremonias en el exterior. La obra fue realizada por las Empresas Públicas de Medellín -EPM- a petición del Concejo Municipal. El diseño fue de Javier Uribe Arango, arquitecto de las Empresas Públicas y los equipos para la fuente los suministró Eduardo Ospina y Cia. de Cali. Por la prensa se hicieron severas críticas por razón de la forma de la fuente, pues argumentaban que no correspondía ni con el estilo de la catedral ni con el del parque, además, dicha fuente costó casi un millón de pesos de la época.
En la década de los 60 se creó la Avenida Oriental, cortando la integración entre el barrio Villanueva y el barrio Prado, los cuales conformaban el sector residencial más lujoso del centro de la ciudad. Lo que generó un cierto aislamiento de Villanueva, provocando que la vocación del barrio pasara de casas unifamiliares a edificios multifamiliares, lo que atrajo a nuevos habitantes. Y a partir de los años 80, Villanueva sufrió el deterioro de su espacio público, inseguridad y proliferación de indigencia y prostitución, fenómeno del cual el parque no se libró. Además, las pocas casonas que aún quedan se convirtieron en sedes comerciales padeciendo un paulatino deterioro.
Durante la administración de Juan Gómez Martínez (entonces primer alcalde por elección popular de Medellín para el periodo 1988-1990), la Sociedad Bolivariana de Antioquia solicitó un CAI (Centro de Atención Inmediata) para el Parque de Bolívar y un posible arreglo o remodelación del mismo. La petición fue apoyada por el Comité de participación ciudadana de Villanueva. La solicitud fue atendida, se hizo instalar en el costado suroccidental una caseta para el CAI de la policía y se le ordenó a las Secretarías de Obras y de Educación proceder al trabajo de remodelación.
En sí no se trató de una remodelación total, pues el parque quedó con el mismo diseño que tenía, aunque con algunas modificaciones. Sobre el viejo pavimento se colocó una nueva baldosa de ladrillo vitrificado y arenón (el que tiene actualmente). Se hicieron los drenajes de aguas lluvias y las instalaciones eléctricas subterráneas. Se dejaron los árboles y solamente se prescindió de uno que estorbaba a la platea. Se dejaron las mismas zonas verdes, llamadas comúnmente eras, se arreglaron sus bordes y se emplearon las mismas rejas de hierro que tenían para protección pero disminuyéndolas un poco de altura. A los árboles que están en los andenes se les construyeron al pie las respectivas jardineras redondas en ladrillo vitrificado.

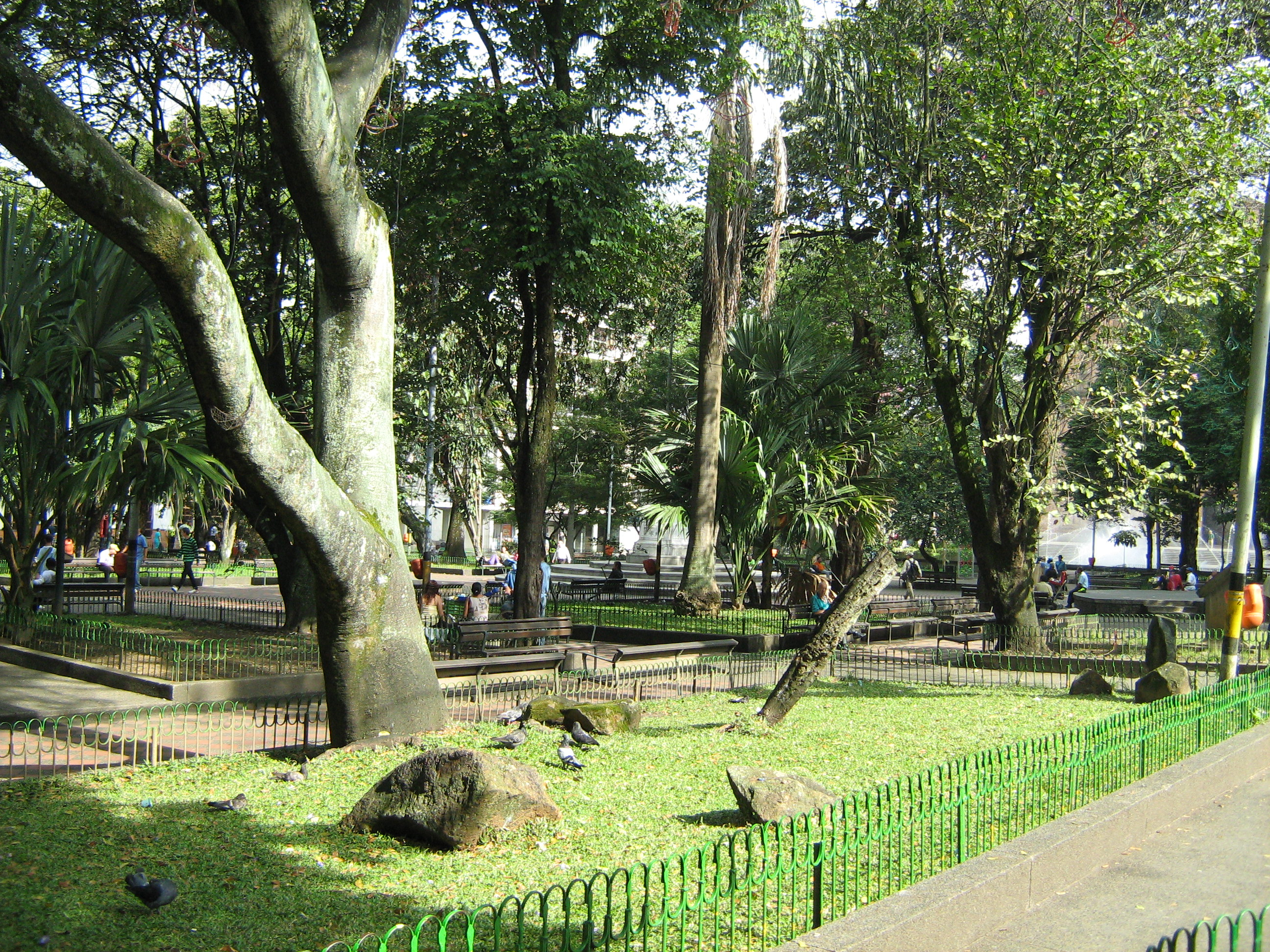
Vista del Parque de Bolívar, en 2009.

Quedaron la estatua de Bolívar, el busto de Fidel Cano, la placa metálica a Moore, la fuente luminosa, la fuente y lugar especial para las palomas, la platea, la caseta del CAI, las mismas bancas de granito con algunas nuevas. Una modificación significativa fue la de la base del monumento a Bolívar donde se levanta el pedestal de la estatua, tenía unas escalas con verjas metálicas y eras de jardín, se modificó por un redondel en cinco escalas concéntricas, hecho en granito lavado (que tiene actualmente).
La intervención costó $ 85.000.000.oo, y la empresa encargada de los trabajos fue Conninsa Ltda. La inauguración se realizó el 23 de septiembre de 1990 a las diez de la mañana, por el entonces nuevo alcalde de Medellín Omar Flórez Vélez, quien hizo entrega de los trabajos a la ciudadanía representada en el Comité de participación ciudadana de Villanueva. En el evento la Banda Sinfónica Universidad de Antioquia tocó varias piezas musicales, reiniciando así las retretas dominicales.
En la década de los 90, Villanueva (y el parque) siguió sufriendo un gran deterioro social que venía padeciendo desde los 80, además, varias bandas de delincuentes estaban acentuadas en el barrio. El parque llegó al punto de ser considerado uno de los sitios más peligroso de la zona céntrica de la ciudad. Por lo cual, desde el 2000 la comunidad comenzó a tener una participación más activa en denuncias y programas sociales, haciendo que la gente se apropie positivamente del sector. En el 2001 se volvió a instalar el CAI, (el cual había sido retirado del parque años atrás), aumentando permanente la presencia de la Policía en el barrio. En el 2006 se comenzaron a realizar algunas actividades pedagógicas con el fin de generar un cambio en la dinámica del parque.
El 3 de mayo de 2007 fue inaugurado en el parque el busto de Guillermo Cano Isaza, obra del maestro Rodrigo Arenas Betancourt. En ese mismo año se instalaron las nuevas bancas de metal y madera (que son parte del nuevo mobiliario urbano que se colocó por toda la ciudad), las cuales reemplazaron las bancas de cemento puestas por la Sociedad de Mejoras Públicas y que tenían el escudo de dicha entidad tallado en el espaldar.
Como parte de la renovación y revitalización tanto urbana, social y cultura emprendida en el centro de la ciudad, el parque Bolívar fue sometido una remodelación que inició en el 2019 y finalizó a principios del 2020. La obra tuvo un costo de $11.246.000 de pesos y se renovaron 23.520 m² de espacio público y todo el mobiliario urbano. Además, con el objetivo de igualar los materiales y la arquitectura del parque, la transformación también contempló los atrios de la Catedral, los cuales presentaban deterioro desde hace tiempo.
Como resultado de los programas sociales y la presencia de la fuerza pública, el parque se está recuperando, la seguridad ha mejorado notoriamente. A pesar de los problemas sociales, el Parque de Bolívar sigue siendo un lugar de encuentro muy representativo de la ciudad.

## Contexto urbano y social

Actual entorno urbano los parques de Bolívar y Berrío en el centro de Medellín. En rojo la Catedral y en naranja la Iglesia de la Candelaria.

El Parque de Bolívar se encuentra emplazado en el barrio Villanueva, en plena zona céntrica de Medellín. A su alrededor convergen varias vías nombradas en honor a sitios y a eventos relacionados con el libertador, como son las calles Perú y Bolivia, las carreras Venezuela y Ecuador, naciones liberadas por Bolívar, también se hallan las calles Caracas y La Paz, esta última pasa justo por la parte posterior de la catedral. Asimismo, se encuentra la carrera Junín, uno de los pasajes comerciales más tradicionales de la ciudad, el cual remata en el costado sur del parque y es llamada así en memoria de la batalla del mismo nombre.
Las vías que enmarcan al Parque de Bolívar son: por el occidente la carrera 49 (Venezuela), por el oriente la carrera 48 (Ecuador), por el sur la calle 54 (Caracas) y por el norte da con la fachada principal de la catedral.
Las calles aledañas al Parque de Bolívar tienen un uso del suelo mixto, donde confluyen vivienda, comercio y servicios. Tradicionalmente ha sido un lugar para el encuentro y las manifestaciones culturales, como el caso de la tradicional "Retreta Dominical o del Parque", la cual tiene más de 100 años de presentaciones y que actualmente la realiza la Banda Sinfónica Universidad de Antioquia en los tres primeros domingos del mes, a las 11:15 a. m., igualmente, está la Feria Artesanal de San Alejo, la cual se realiza el primer sábado de cada mes. También, es frecuente encontrar en el parque presentaciones de teatro callejero, cantos populares, cuenteros y demás manifestaciones urbanas.

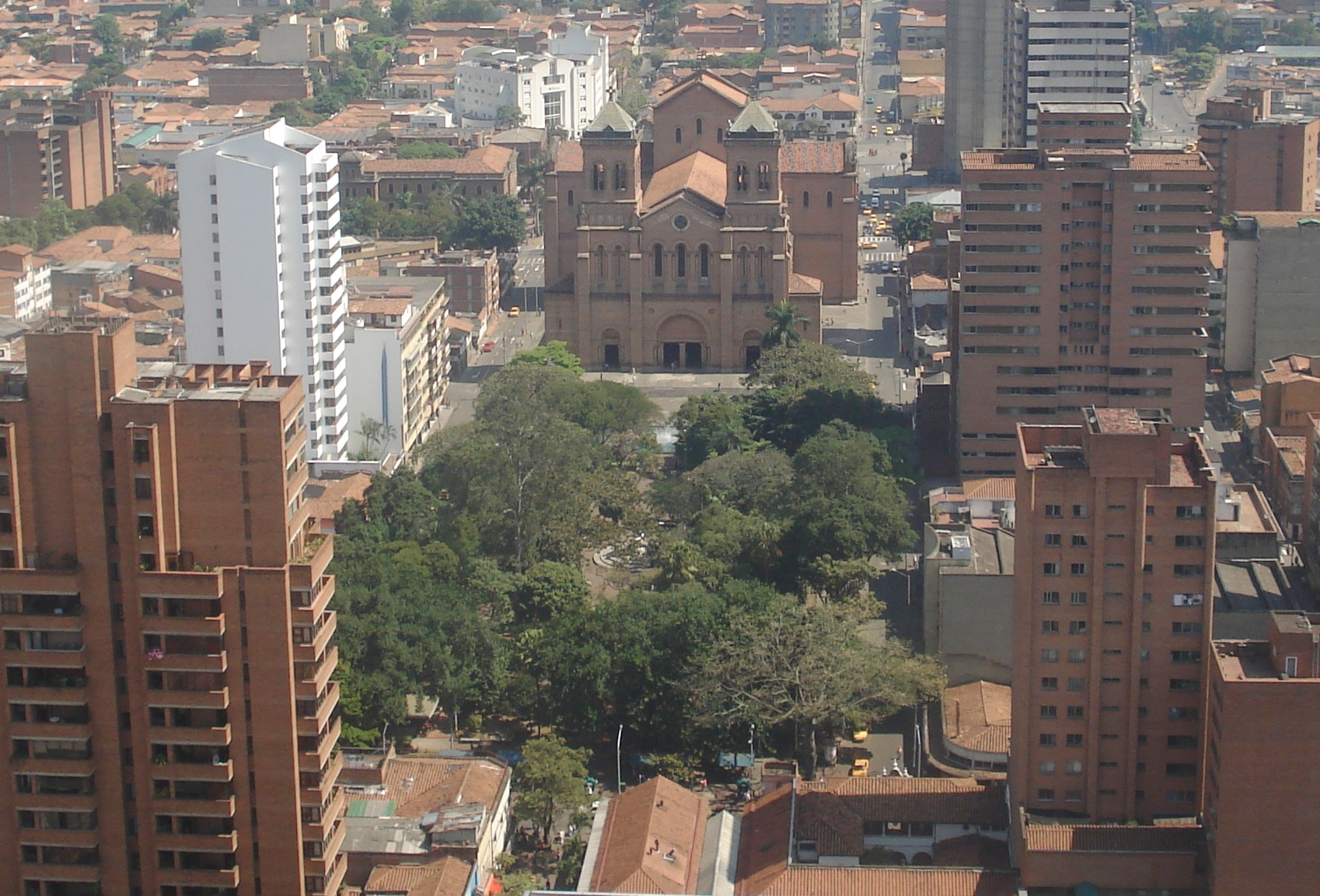
Entorno urbano actual del parque y de la catedral.

Gracias a los programas sociales y a la fuerte presencia de la policía, el sector se está recuperando, la seguridad ha mejorado notoriamente, el parque ha recuperado su vitalidad, diariamente es visitado por personas de todos los sectores sociales y edades quienes conversan, debaten y polemizan sobre diversos temas. Además los fines de semana es el lugar predilecto de esparcimiento para muchas parejas y familias. La Catedral Metropolitana y la estatua ecuestre del Libertador son los principales referentes del Parque Bolívar.
En el marco del parque hay 15 edificaciones consideradas Patrimonio Arquitectónico de Medellín, las cuales, datan desde finales del siglo XIX hasta mediados del siglo XX, constituyendo un catálogo de la historia y transformación que ha sufrido este sector de la ciudad.
 Por lo cual, se busca rescatar dicho patrimonio de gran importancia en la memoria de la ciudad. Entre las edificaciones esta el Teatro Lido restaurado en 2007, administrado por el Ballet Folclórico de Antioquia, y ubicado en el costado sur-oriental del parque.

## Características
El parque es pequeño, de forma rectangular, tiene 165 metros de largo por 63 metros de ancho. Equivalente a dos manzanas, cuenta aproximadamente de unos 10.395 m² de área; en sí, se trata de un terreno con una leve pendiente, que desciende de oriente (Ecuador) a occidente (Venezuela), posee zonas verdes y pavimentadas separadas entre sí por un malecón (pequeño muro que divide ambas zonas) y sobre este una pequeña reja. Además, el parque posee una densa y variada arborización, con numerosas especies nativas, también, cuenta con el mobiliario urbano que se encuentra en este tipo de espacio público, tal como bancas (colectivas e individuales), basureras, columnas publicitarias, cabinas telefónicas, fuente de agua, esculturas, etc.

Hoy en día el parque presenta un diseño aparentemente desordenado, sin una guía clara en su forma de distribución entre áreas verdes y pavimentadas, lo que se debe principalmente a la serie de reformas y remodelaciones que ha sufrido a lo largo de su historia; lo que antes era zona dura pasó luego a ser zona verde y viceversa, generando que los corredores peatonales no tengan una continuidad clara y presenten formas desiguales. 

Plano del Parque de Bolívar.

En algunos casos el corredor es amplio pero en otro extremo es estrecho; algo que también se percibe es el aparente desorden en la ubicación de los árboles, a la hora en que fueron sembrados se tuvo en cuenta la zona verde de esa época, ahora parecen mal ubicados, algunos están en medio de los corredores, y en otros casos se encuentran muy cerca del malecón, razón por la cual es necesario alargar un poco la zona verde alrededor del árbol, para evitar que este con sus raíces levante el muro.
Lo que sí está claro en el diseño urbano del parque es la proyección o continuación de la peatonizada carrera Junín, que tiende a ser un eje estructural que remata en la catedral, ubicando las zonas verdes a los lados y generando una perspectiva con el templo, lo que suele pasar desapercibida debido al follaje de los árboles. Dicha proyección corresponde a un corredor central que a medida se avanza hacia el norte se va ampliado de forma escalonada.
De sur a norte, se encuentran paralelos a la calle 54 (Caracas) los quioscos para los lustradores de calzado, luego al lado izquierdo (al occidente) del corredor central al pie del andén sobre la carrera 49 (Venezuela), esta la caseta del CAI (Centro de Atención Inmediata de la policía), un poco más retirado de este, por el mismo andén sobre la carrera 49 se localiza el busto de Fidel Cano, y al lado derecho (al oriente) al pie del andén sobre la carrera 48 (Ecuador) se ubica la caseta de los baños públicos, cerca de este se encuentra el busto de Guillermo Cano Isaza y más retirada está placa de James Tyrrel Moore.
A medida que se avanza por el corredor central, se localiza en el centro del parque la estatua de Bolívar sobre el pedestal de mármol y este a su vez está sobre una base en forma de redondel con cinco escalas concéntricas, hecho en granito blanco lavado. Al lado oriental de la estatua está una pequeña platea o escenario para los eventos culturales y cívicos.
Después del monumento de Bolívar, se encuentra la fuente luminosa, la cual presenta una forma ovalada, la cual cuenta con 29 metros de largo por 15 de ancho, y en las noches se llena de luces multicolores. Luego se encuentra una amplia zona sin arborización entre la fuente y las escalas del atrio frontal de la catedral y que corresponde al tramo peatonizado de la calle 56 (Bolivia).
El mantenimiento del parque lo realizan varias entidades: Empresas Varias de Medellín -EVM- está en cargada del aseo; Empresas Públicas de Medellín -EPM- se encarga de todo lo referente al alumbrado público y del mantenimiento de la fuente; EPM Telecomunicaciones se encarga de los teléfonos públicos. La empresa Cash Mobiliario está a cargo del amueblamiento urbano, entidad a la cual el municipio le entregó en concesión el mobiliario de la ciudad por 12 años.

## Esculturas en el parque

### Estatua de Bolívar
Es raro que en el parque no hubiera existido antes de 1923 alguna escultura de Bolívar. Se pensó en hacer estatua y colocarla en 1910 con motivo del centenario de la independencia. La idea la promovió Pablo Echavarría, que en busca de apoyo, envió el 10 de octubre de 1906 un memorial al Concejo Municipal quien la aprobó y nombró una Junta.
Echavarría tuvo muchos inconvenientes para realizar su idea. También se dirigió en ese mismo año al Gobierno Nacional en busca de auxilio, por lo cual, el 13 de noviembre de 1906 el entonces Ministro de Obras Públicas Nemesio Camacho, le contestó que el gobierno y la Junta del Centenario habían ordenado la ejecución en Europa de la estatua del Libertador para erigirla en 1910 en Medellín.
Luego el 16 de noviembre el entonces Presidente Rafael Reyes Prieto, le solicitó a Echavarría que remitiera al Ministro de Obras Públicas (quien también era el presidente de la Junta del Centenario) todos los datos referentes a la estatua. Echavarría envió toda la información pertinente y el resultado fue que la estatua la realizó el escultor francés Fremet, pero sin explicación alguna, fue erigida en un Parque de Bogotá. Naturalmente, Echavarría se desanimó, pero lo volvió a intentar para 1919, centenario de la batalla de Boyacá.
En 1917 Tomás Cadavid Restrepo presentó un proyecto de ordenanza para que la estatua se confeccionara con motivo del centenario de la batalla de Boyacá, pero se negó en el segundo debate. En 1918 Cadavid Restrepo con José Vicente Ríos y Jesús María Yepes volvieron a presentar el proyecto a la Asamblea para el centenario de Boyacá y la Asamblea suprimió en el programa lo referente a la estatua. Entonces el diputado Alberto Ángel propuso la estatua y el centavo patriótico para costearla. La idea del centavo la había puesto en práctica en 1916 la señorita Marichú Mejía, hermana de Gonzalo Mejía, con el nombre de Centavo de Navidad a beneficio del Hospital de San Vicente, el cual estaba en construcción. La ordenanza 28 de 1918 creó la Junta de centenario que comenzó a actuar el 29 de octubre.

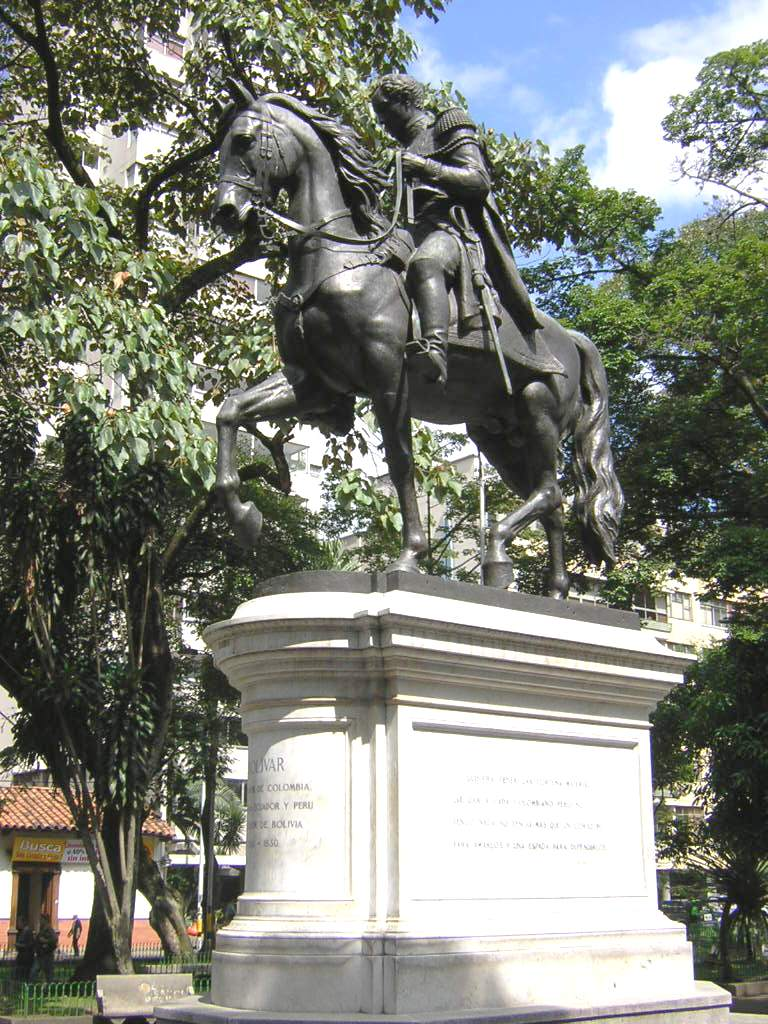
Pedestal de mármol y estatua de Simón Bolívar.

Ejecución de la estatua. Su ejecución se resolvió en 1919. Se trata de una estatua ecuestre o sea que representa a Bolívar de cuerpo entero montado en caballo de batalla. El diseño fue realizado por el escultor italiano Giovanni Anderlini, discípulo de Pietro Tenerani el que hizo la estatua del libertador para la Plaza de Bolívar en Bogotá. Él ya había muerto, pero dejó la maqueta, y Pablo Echavarría se contactó con su hija María Anderlini para obtenerla. El gobernador Pedro Nel Ospina se entendió con Augusto Borda Tanco para la ejecución de la estatua. Borda escogió al artista, también italiano, Eugenio Maccagnani quien había ejecutado la estatua de Humberto I para el Panteón de Roma, además fue discípulo del maestro Anderlini. Como Borda murió, lo reemplazó Federico Restrepo. La escultura costó 14.000.00 que fueron pagados así; 4.000.00 por el Departamento, 2.000.00 por el Municipio y por donaciones del centavo patriótico $4.285.00 y se ajustó con otras donaciones.
La estatua fue despachada de Génova para Medellín, primero por vía marítima, luego fluvial por el río Magdalena y terrestre por el Ferrocarril de Antioquia, todo el transporte fue gratuito. Las compañías de navegación que transportaron la escultura fueron: La Veloce y la Compañía Antioqueña de Transporte. El obrero Lázaro Cardona transportó la estatua de la estación del Ferrocarril al parque.
El pedestal. Es de mármol blanco, diseñado por el arquitecto belga Agustín Goovaerts y posiblemente debió ser elaborado en Italia. Es un modelo sobrio, muy clásico, muy de acuerdo con la estatua. Tiene 3.40 de base, 2.20 de altura y 1.40 de ancho. Es rectangular pero los extremos terminan en forma redonda. Tiene comizas en la parte superior y en la inferior un zócalo. Tiene en las paredes de los cuatro lados grabadas unas leyendas que fueron escogidas por Cadavid Restrepo y la Junta del centenario. Fue colocado este pedestal de mármol sobre una plataforma de piedra y ladrillo de 1.50 de alto más o menos. Del suelo al pedestal de la estatua son casi cuatro metros. No está pues la estatua ni demasiado alta ni demasiado bajita. Se discutió cuál sería la orientación de la estatua, si mirando a la Catedral, si al oriente o al occidente y como quedó, mirando hacia la carrera Junín o sea hacia el sur.
La inauguración. El 6 de agosto de 1923 llegó a la ciudad el presidente de la República Pedro Nel Ospina, quien había sido gobernador de Antioquia y había tramitado la consecución de la estatua. Al día siguiente (7) salió un desfile del parque de Berrío por la calle Colombia y luego por la carrera Junín. La Junta había solicitado a la ciudadanía el envío de flores para adornar la estatua. El discurso lo pronunció Francisco de Paula Pérez quien habló sobre Bolívar e hizo alto elogio de la colecta del centavo patriótico. A las diez de la mañana de ese día se hizo el acta de entrega de la estatua. Firman el presidente Ospina, el gobernador Ricardo Jiménez Jaramillo, el alcalde Nicanor Restrepo Giraldo. Estuvo también presente Laureano Gómez quien era ministro de obras públicas en ese entonces.

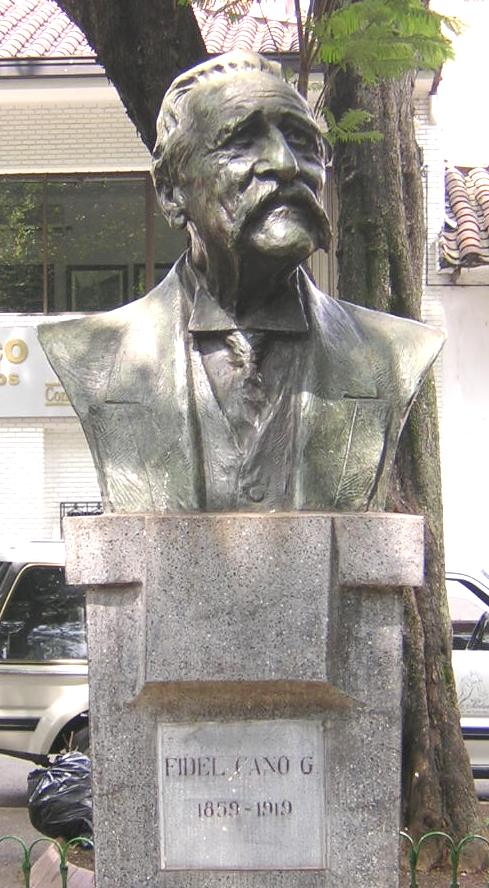
Busto de Fidel Cano.

### Busto de Fidel Cano Gutiérrez
En 1925 se instaló y se inauguró en el Parque de Bolívar el busto del periodista antioqueño Fidel Cano Gutiérrez, fundador del periódico El Espectador (el más antiguo de Colombia, el cual nació en Medellín). La escultura es obra del maestro Francisco Antonio Cano, y fue impulsada y financiada por la Sociedad de Mejoras Públicas de Medellín, acatando una ley del Congreso de 1920.

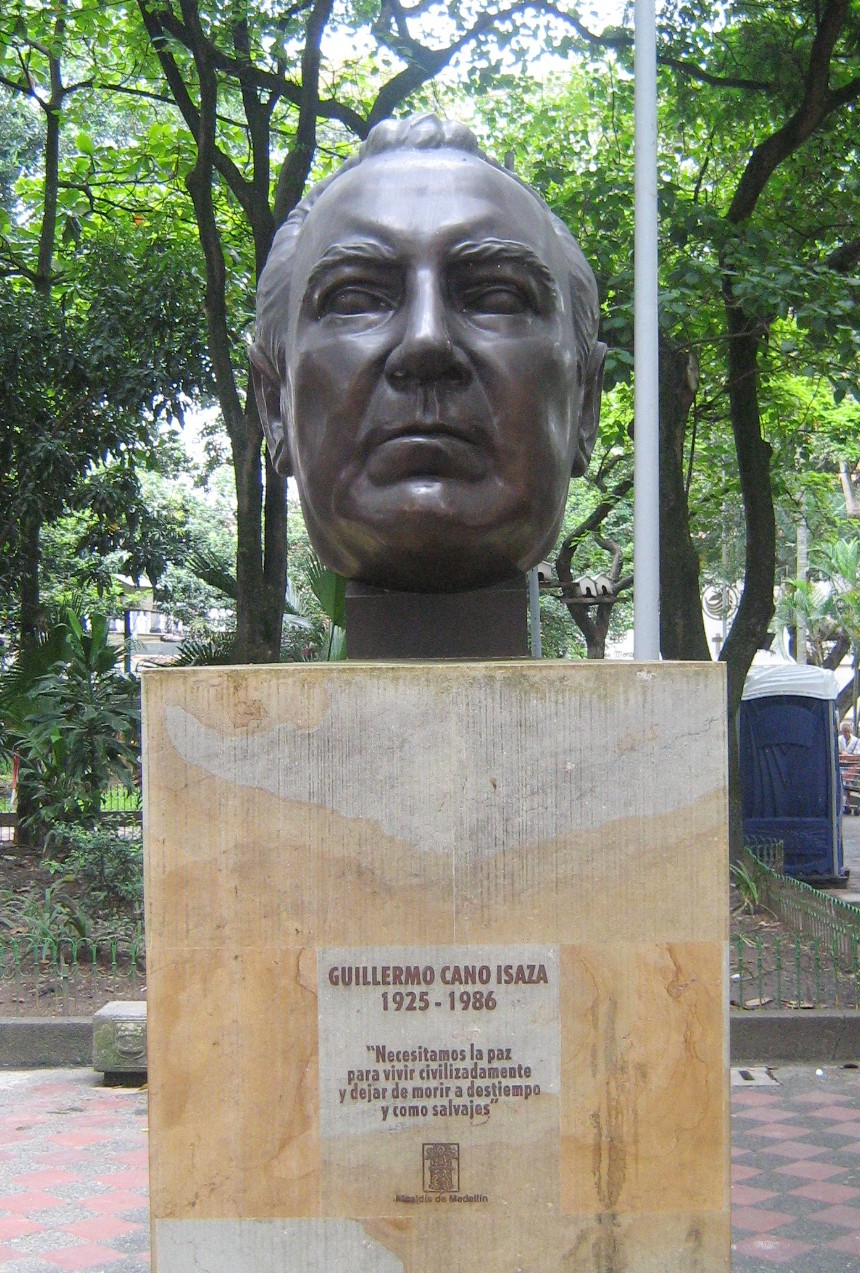
Busto de Guillermo Cano.

### Busto de Guillermo Cano Isaza
La escultura es una obra inédita del maestro Rodrigo Arenas Betancourt, en homenaje al exdirector de El Espectador Guillermo Cano Isaza, ubicada en el costado oriental, justo al frente del Teatro Lido. El busto fue inaugurado el 3 de mayo de 2007 por el entonces alcalde de Medellín Sergio Fajardo Valderrama, acompañado del director general de la Unesco, Koichirō Matsuura; el gobernador de Antioquia, Aníbal Gaviria, miembros de la familia Cano encabezados por la Sra. Ana María Busquets de Cano y amigos de la prensa nacional e internacional, como uno de los actos principales del Día Mundial de la Libertad de Prensa y la décima entrega del Premio Mundial de la Libertad de Prensa UNESCO - Guillermo Cano.
Este actual busto es el reemplazo de otro, el cual había sido volado el 12 de abril de 1987 por el extinto cartel de Medellín, actor en la muerte de Guillermo Cano Isaza.

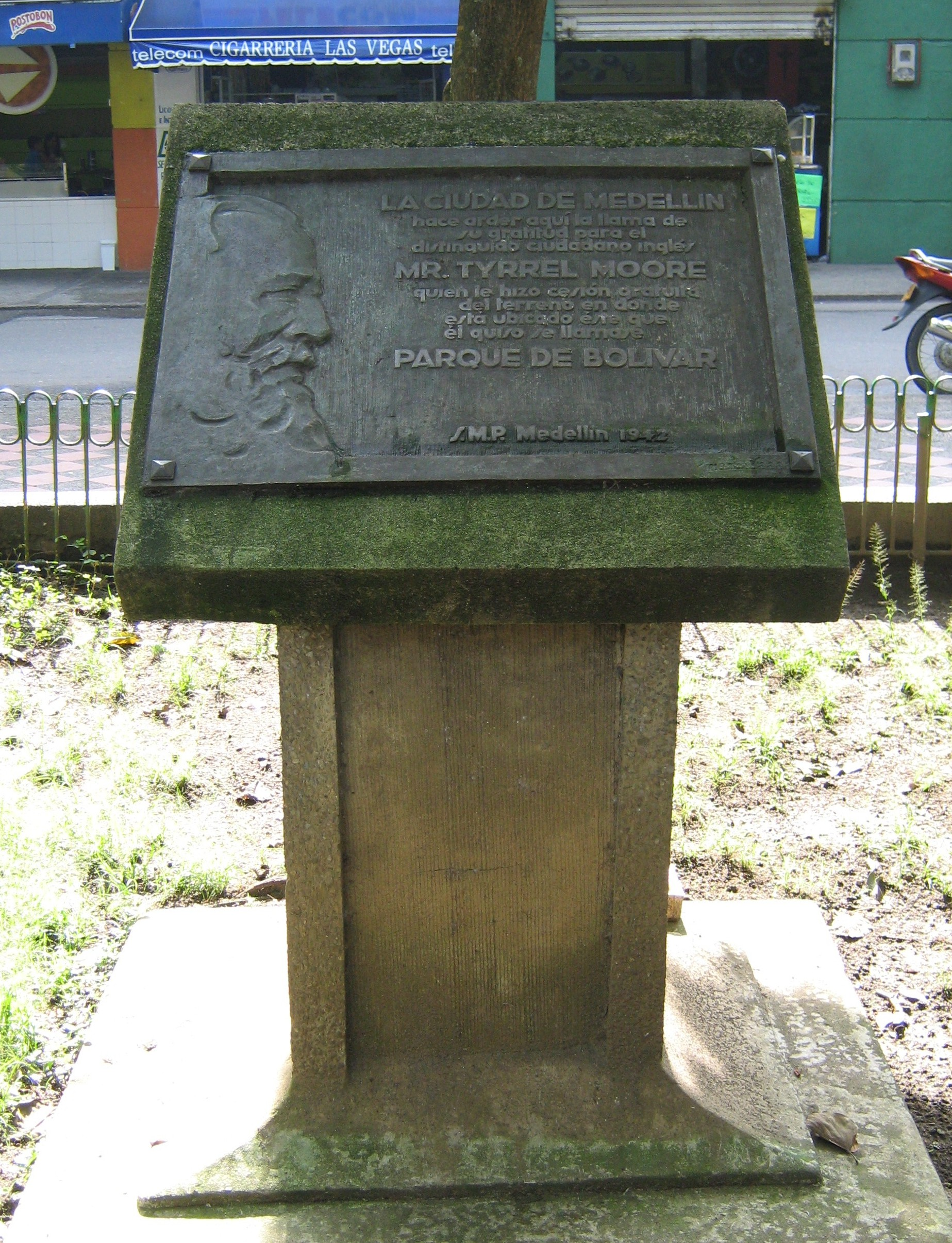
Placa de James Tyrrel Moore.

### Placa de James Tyrrel Moore
El domingo 29 de noviembre de 1942, en las horas de la mañana, se efectuó en el Parque de Bolívar la colocación de la placa para honrar la memoria del ingeniero Tyrrel Moore, por iniciativa de la Sociedad de Mejoras Públicas y con la cooperación de la Alcaldía de Medellín. La placa realizada en bronce fue realizada por el maestro Jorge Marín Vieco, es de forma rectangular, cuenta al lado izquierdo con el rostro de perfil de Moore y al lado derecho una leyenda de agradecimiento. La placa esta puesta de forma inclinada sobre un pedestal de cemento al lado suroriental del Parque.
Dice así el texto de agradecimiento de la placa:

La ciudad de Medellín hace arder aquí la llama de su gratitud para el distinguido ciudadano inglés Mr. Tyrrel Moore quien le hizo cesión gratuita del terreno en donde está ubicado este que él quiso se llamase Parque de Bolívar.

Durante la ceremonia el historiador y en ese enconces rector de la Universidad de Antioquia, Julio César García Valencia, pronunció un discurso exaltando al ingeniero inglés. Estuvieron presentes, además de un numeroso público, el vicecónsul británico Chales M. Davidson, la colonia británica residente en la ciudad, el presidente y miembros de la Sociedad de Mejoras Públicas y altos funcionarios departamentales y municipales, e invitados especiales al acto.